# 1780-ті до н. е.

## Правителі
- Єгипет: правління фараонів XIII та XIV династій.